# Aleisanthiopsis
Aleisanthiopsis är ett släkte av måreväxter. Aleisanthiopsis ingår i familjen måreväxter.
Kladogram enligt Catalogue of Life:
| Aleisanthiopsis | \| \| Aleisanthiopsis distantiflora \| \| \| \| \| \| Aleisanthiopsis multiflora \| \| \| \| |
|                 | \| \| Aleisanthiopsis distantiflora \| \| \| \| \| \| Aleisanthiopsis multiflora \| \| \| \| |
|                 | Aleisanthiopsis distantiflora                                                                |
|                 |                                                                                              |
|                 | Aleisanthiopsis multiflora                                                                   |
|                 |                                                                                              |